# Österreichische Fußball-Frauenmeisterschaft 2007/08
Die österreichische Fußball-Frauenmeisterschaft wurde 2007/08 zum 36. Mal nach der 35-jährigen Pause zwischen 1938 und 1972 ausgetragen. Die höchste Spielklasse ist die ÖFB-Frauenliga und wurde zum 3. Mal durchgeführt. Die zweithöchste Spielklasse, in dieser Saison die 29. Auflage, wurde in vier regionale Ligen unterteilt, wobei die 2. Liga Mitte zum 2. Mal, die 2. Division Ost unter diesem Namen zum 12. Mal, die 2. Liga Süd zum 2. Mal und die 2. Liga West zum ersten Mal, die sich an den Relegationsspielen nicht beteiligte, ausgetragen wurde. Die Saison dauerte von Mitte August bis Mitte Juni.
Österreichischer Fußballmeister wurde zum 5. Mal in Folge SV Neulengbach, die Meister der zweithöchsten Klassen wurden USK Hof (Mitte), SV Groß-Schweinbarth (Ost) und ASV St. Margarethen/Lavanttal (Süd) und FC Koblach (West). In den Relegationsspielen konnten sich USK Hof sowie der ASV St. Margarethen/Lavanttal durchsetzen und waren somit berechtigt in der Saison 2008/09 in der ÖFB-Frauenliga zu spielen.

## Erste Leistungsstufe – ÖFB-Frauenliga

### Modus
Die Saison teilte sich in zwei Abschnitte, die unterschiedliche Modi aufwiesen. In der Herbstsaison spielte zunächst jeder gegen jeden einmal in einem normalen Durchgang. Dann wurde diese Gesamttabelle in zwei Fünfertabellen aufgeteilt. Die fünf erstplatzierten Vereine spielten danach im Oberen Play-off gegen jeden zweimal in zehn Runden um den Meistertitel. Der Erstplatzierte des Oberen Play-off war als Meister berechtigt, am UEFA Women’s Cup teilzunehmen. Die Teams der Plätze sechs bis zehn spielten im Unteren Play-off gegen jeden zweimal in zehn Runden gegen den Abstieg. Während der Letztplatzierte fixer Absteiger war, musste der Tabellenneunte in zwei Relegationsspielen gegen den Meister aus der 2. Liga Mitte antreten.
Zusätzlich bekam jeder Verein nach dem Grunddurchgang im Herbst für die Frühjahrssaison eine bestimmte Anzahl an Punkten, die sich nach der Platzierung richteten. So erhielt der 1. und der 6. Platzierte fünf Punkte, der 2. und 7. Platzierte vier Zähler, der 3. und 8. Platzierte drei Punkte, der 4. und 9. Platzierte zwei Zähler sowie der 5. und 10. Platzierte einen Punkt.

### Saisonverlauf
Die ÖFB-Frauenliga begann am 11. August 2007 und endete am 14. Juni 2008 mit der insgesamt 19. Runde. Auftaktspiel war die Begegnung zwischen dem FC St. Veit/Glan und der LUV Graz. Meister wurde überlegen der SV Neulengbach, der bis auf ein Match alle Spiele gewann sowie insgesamt nur acht Tore kassierte und sich damit für den UEFA Women’s Cup qualifizierte. Den Gang in die zweite Division musste der 1. DFC Leoben antreten, der in der Saison nur zu einem einzigen Unentschieden kam und nur sechs Tore erzielte. Die Union Kleinmünchen rettete sich in den Relegationsspielen nicht mehr vor dem Abstieg.

### Tabellen
Tabelle nach dem Grunddurchgang (Herbsttabelle)
| Pl.                                                    | Verein                      | Sp. | S | U | N | Tore    | Diff. | Punkte |
| ------------------------------------------------------ | --------------------------- | --- | - | - | - | ------- | ----- | ------ |
| 1.                                                     | SV Neulengbach (M, C)       | 9   | 8 | 0 | 1 | 061:500 | +56   | 24     |
| 2.                                                     | USC Landhaus                | 9   | 7 | 1 | 1 | 034:100 | +24   | 22     |
| 3.                                                     | FC Wacker Innsbruck F1 (RG) | 9   | 6 | 2 | 1 | 021:110 | +10   | 20     |
| 4.                                                     | LUV Graz                    | 9   | 5 | 1 | 3 | 024:140 | +10   | 16     |
| 5.                                                     | ASK Erlaa                   | 9   | 4 | 2 | 3 | 019:130 | +6    | 14     |
| 6.                                                     | FC Südburgenland            | 9   | 3 | 2 | 4 | 013:230 | −10   | 11     |
| 7.                                                     | USG Ardagger/Neustadtl      | 9   | 3 | 0 | 6 | 018:270 | −9    | 09     |
| 8.                                                     | FC St. Veit/Glan (RG)       | 9   | 1 | 4 | 4 | 007:190 | −12   | 07     |
| 9.                                                     | Union Kleinmünchen          | 9   | 2 | 0 | 7 | 009:340 | −25   | 06     |
| 10.                                                    | 1. DFC Leoben               | 9   | 0 | 0 | 9 | 002:520 | −50   | 0      |
| Stand: Endstand nach dem Grunddurchgang. Quelle: NOeFV |                             |     |   |   |   |         |       |        |

| (M)  | Österreichischer Fußball-Frauenmeister 2006/07 |
| (C)  | ÖFB-Ladies-Cup-Sieger 2006/07                  |
| (RG) | Gewinner der Relegation der Saison 2006/07     |

Oberes Play-off (Abschlusstabelle)
Das Obere Play-off endete mit folgendem Ergebnis:
| Pl.                            | Verein                     | Sp. | S | U | N | Tore    | Diff. | Punkte | Bonus | Gesamt |
| ------------------------------ | -------------------------- | --- | - | - | - | ------- | ----- | ------ | ----- | ------ |
| 1.                             | SV Neulengbach (M, C)      | 8   | 8 | 0 | 0 | 038:300 | +35   | 24     | 5     | 29     |
| 2.                             | FC Wacker Innsbruck F1(RG) | 8   | 4 | 0 | 4 | 019:130 | +6    | 12     | 3     | 15     |
| 3.                             | LUV Graz                   | 8   | 4 | 0 | 4 | 013:170 | −4    | 12     | 2     | 14     |
| 4.                             | USC Landhaus               | 8   | 2 | 0 | 6 | 012:290 | −17   | 06     | 4     | 10     |
| 5.                             | ASK Erlaa                  | 8   | 2 | 0 | 6 | 007:270 | −20   | 06     | 1     | 7      |
| Stand: Endstand. Quelle: NOeFV |                            |     |   |   |   |         |       |        |       |        |

| (M)  | Österreichischer Fußball-Frauenmeister 2006/07 |
| (C)  | ÖFB-Ladies-Cup-Sieger 2006/07                  |
| (RG) | Gewinner der Relegation der Saison 2006/07     |

Unteres Play-off (Abschlusstabelle)
Das Untere Play-off endete mit folgendem Ergebnis:
| Pl.                            | Verein                 | Sp. | S | U | N | Tore    | Diff. | Punkte | Bonus | Gesamt |
| ------------------------------ | ---------------------- | --- | - | - | - | ------- | ----- | ------ | ----- | ------ |
| 1.                             | USG Ardagger/Neustadtl | 8   | 6 | 1 | 1 | 020:800 | +12   | 19     | 4     | 23     |
| 2.                             | FC St. Veit/Glan (RG)  | 8   | 6 | 1 | 1 | 029:600 | +23   | 19     | 3     | 22     |
| 3.                             | FC Südburgenland       | 8   | 3 | 2 | 3 | 023:180 | +5    | 11     | 5     | 16     |
| 4.                             | Union Kleinmünchen     | 8   | 2 | 1 | 5 | 015:260 | −11   | 07     | 2     | 9      |
| 5.                             | 1. DFC Leoben          | 8   | 0 | 1 | 7 | 004:330 | −29   | 01     | 1     | 2      |
| Stand: Endstand. Quelle: NOeFV |                        |     |   |   |   |         |       |        |       |        |

| (RG) | Gewinner der Relegation der Saison 2006/07 |

Qualifiziert über die Relegation
- 2. Liga Ost – 2. Liga Mitte: USK Hof (Relegation zur ÖFB-Frauenliga)
- ÖFB-Frauenliga – 2. Liga Süd: Union Kleinmünchen (Relegation zur ÖFB-Frauenliga)

### Torschützenliste
Die Torschützenkrone in der Frauenliga holte sich Rosana dos Santos Augusto von Neulengbach mit 26 Treffern. Auf dem zweiten Rang platzierten sich mit 19 Tore Katrin Walzl vom USC Landhaus.
| Pl. | Nat.       | Spieler          | Verein           | Tore |
| --- | ---------- | ---------------- | ---------------- | ---- |
| 01. | Osterreich | Nina Burger      | SV Neulengbach   | 33   |
| 02. | Osterreich | Natascha Celouch | SV Neulengbach   | 22   |
| 03. | Osterreich | Tanja Legenstein | ASK Erlaa        | 14   |
| 04. | Osterreich | Katrin Walzl     | USC Landhaus     | 13   |
| 04. | Osterreich | Anja Wutte       | FC St. Veit/Glan | 13   |
| 06. | Osterreich | Maria Gstöttner  | SV Neulengbach   | 12   |
| 06. | Osterreich | Elisabeth Tieber | LUV Graz         | 12   |

## Zweite Leistungsstufe
Die 2. Liga stellt die zweithöchste Leistungsgruppe im österreichischen Frauenfußball dar. Um die Kosten für die Vereine zu reduzieren, wird diese in vier regionalen Gruppen ausgespielt: 2. Liga Mitte, 2. Division Ost, 2. Liga Süd und 2. Liga West, wobei letztere an den Relegationsspielen nicht teilnahm.
Die zweite Leistungsstufe bestand aus vier Ligen, getrennt nach Regionen:
- 2. Liga Mitte mit den Vereinen aus Oberösterreich (OFV) und Salzburg (SFV),
- 2. Division Ost mit den Vereinen aus Niederösterreich (NÖFV) und Wien (WFV),
- 2. Liga Süd mit den Vereine aus Burgenland (BFV), Kärnten (KFV) und Steiermark (StFV) und
- 2. Liga West mit den Vereinen aus Tirol (TFV) und Vorarlberg (VFV).

Der allgemeine Modus sieht vor, dass die Meister der Ligen in einer Relegation um den Aufstieg in die ÖFB-Frauenliga spielen konnten. Der Tabellenletzte der jeweiligen Liga stieg ab.

### 2. Liga Mitte

#### Modus
Die Liga bestand aus zehn Vereinen, die in zwei Durchgängen (Herbst und Frühjahr) insgesamt zweimal gegeneinander spielten. Nach diesen 18 Runden musste der Meister der Liga gegen den neuntplatzierten Verein der ÖFB-Frauenliga um einen direkten Aufstiegsplatz kämpfen. Die letztplatzierte Mannschaft musste hingegen in die Landesliga absteigen.

#### Saisonverlauf
Die 2. Liga Mitte wurde in dieser Saison zum 8. Mal ausgetragen. Die 2. Liga Mitte begann am 11. August 2007 und endete am 25. Mai 2008 mit der insgesamt 18. Runde. Auftaktspiel war das Match zwischen Union Geretsberg und dem SV Garsten. Meister wurde die der USK Hof, der sich jedoch in den Relegationsspielen nicht durchsetzen konnte. Absteigen musste die Sportunion Wolfern.

#### Abschlusstabelle
Die Meisterschaft endete mit folgendem Ergebnis:
| Pl.                          | Verein                 | Sp. | S  | U | N  | Tore    | Diff. | Punkte |
| ---------------------------- | ---------------------- | --- | -- | - | -- | ------- | ----- | ------ |
| 1.                           | USK Hof (RV)           | 18  | 16 | 1 | 1  | 082:130 | +69   | 49     |
| 2.                           | ASK Maxglan            | 18  | 15 | 1 | 2  | 079:200 | +59   | 46     |
| 3.                           | LASK Ladies (A)        | 18  | 14 | 0 | 4  | 083:200 | +63   | 42     |
| 4.                           | SV Garsten             | 18  | 11 | 0 | 7  | 060:350 | +25   | 33     |
| 5.                           | ASKÖ Dionysen/Traun    | 18  | 10 | 1 | 7  | 049:410 | +8    | 31     |
| 6.                           | Union Geretsberg       | 18  | 7  | 1 | 10 | 032:550 | −23   | 22     |
| 7.                           | SV Spittal/Drau        | 18  | 4  | 0 | 14 | 022:850 | −63   | 12     |
| 8.                           | ASKÖ Doppl/Hart (N)    | 18  | 3  | 2 | 13 | 016:620 | −46   | 11     |
| 9.                           | Union Nebelberg        | 18  | 3  | 2 | 13 | 020:690 | −49   | 11     |
| 10.                          | Sportunion Wolfern (N) | 18  | 2  | 2 | 14 | 021:640 | −43   | 08     |
| Stand: Endstand. Quelle: OFV |                        |     |    |   |    |         |       |        |

| (A)  | Absteiger der Saison 2006/07                        |
| (N)  | Neueinsteiger aus der Landesliga der Saison 2006/07 |
| (RV) | Verlierer der Relegation der Saison 2006/07         |

Aufsteiger
- Oberösterreich: FC Wels Ladies
- Salzburg: keiner

#### Torschützenliste
36 Tore: Karin Schwaiger (SV Garsten)
34 Tore: Marina Embacher (USK Hof)
22 Tore: Katharina Kinsky (ASK Maxglan)

### 2. Division Ost

#### Modus
Da sich die Anzahl der teilnehmenden Teams von zehn auf zwölf erhöht hatte, wurde der Modus gegenüber der letzten Saison verändert. Die zwölf Vereine spielten in zwei Durchgängen (Herbst und Frühjahr) insgesamt zweimal gegeneinander. Nach diesen 22 Runden musste der Meister der Liga gegen den Meister der 2. Liga Süd um einen direkten Aufstiegsplatz in die ÖFB-Frauenliga kämpfen. Die beiden letztplatzierten Mannschaften der Meisterschaft mussten hingegen in die jeweiligen Landesligen absteigen.

#### Saisonverlauf
Die 2. Division Ost wurde in dieser Saison zum 9. Mal ausgetragen. Die 2. Liga Ost begann am 11. August 2007 und endete am 31. Mai 2008 mit der 22. Runde. Auftaktspiel war das Match zwischen dem SV Gloggnitz und dem SV Horn. Meister wurde der SV Groß-Schweinbarth, der sich jedoch in den Relegationsspielen nicht durchsetzen konnte. Absteigen mussten DFV Juwelen Janecka sowie DSV Wien 04.

#### Abschlusstabelle
Die Meisterschaft endete mit folgendem Ergebnis:
| Pl.                            | Verein                    | Sp. | S  | U | N  | Tore    | Diff. | Punkte |
| ------------------------------ | ------------------------- | --- | -- | - | -- | ------- | ----- | ------ |
| 1.                             | SV Groß-Schweinbarth (RV) | 22  | 19 | 1 | 2  | 125:200 | +105  | 58     |
| 2.                             | SV Ladies Furth (N)       | 22  | 18 | 2 | 2  | 074:190 | +55   | 56     |
| 3.                             | 1. SVg Guntramsdorf       | 22  | 15 | 3 | 4  | 076:230 | +53   | 48     |
| 4.                             | SV Langenrohr             | 22  | 11 | 7 | 4  | 051:390 | +12   | 40     |
| 5.                             | SV Horn                   | 22  | 12 | 3 | 7  | 051:270 | +24   | 39     |
| 6.                             | SV Gloggnitz (A)          | 22  | 11 | 4 | 7  | 067:380 | +29   | 37     |
| 7.                             | SV Neulengbach II         | 22  | 11 | 2 | 9  | 063:440 | +19   | 35     |
| 8.                             | DFC Heidenreichstein      | 22  | 4  | 7 | 11 | 025:490 | −24   | 19     |
| 9.                             | ESV Süd-Ost               | 22  | 6  | 1 | 15 | 021:450 | −24   | 19     |
| 10.                            | USC Landhaus II           | 22  | 3  | 5 | 14 | 032:630 | −31   | 14     |
| 11.                            | DSV Wien 04 (N)           | 22  | 2  | 3 | 17 | 013:108 | −95   | 09     |
| 12.                            | DFV Juwelen Janecka       | 22  | 0  | 2 | 20 | 025:148 | −123  | 02     |
| Stand: Endstand. Quelle: NOeFV |                           |     |    |   |    |         |       |        |

| (A)  | Absteiger der Saison 2006/07                        |
| (N)  | Neueinsteiger aus der Landesliga der Saison 2006/07 |
| (RV) | Verlierer der Relegation der Saison 2006/07         |

Aufsteiger
- Niederösterreich: SKV Altenmarkt
- Wien: UFC Atzgersdorf/Mauer

#### Torschützenliste
44 Tore: Kerstin Riedrich (SV Langenrohr)
31 Tore: Olga Lašová (1. SVg Guntramsdorf)
28 Tore: Claudia Polsterer, Kathrin Tren (beide SV Groß-Schweinbarth)

### 2. Liga Süd

#### Modus
Die Liga bestand aus sieben Vereinen, die in drei Durchgängen insgesamt dreimal gegeneinander spielten. Nach diesen 18 Runden musste der Meister der 2. Liga Süd gegen den Meister der 2. Liga Ost um einen direkten Aufstiegsplatz in die ÖFB-Frauenliga antreten.

#### Saisonverlauf
Die 2. Liga Süd wurde in dieser Saison zum 5. Mal ausgetragen. Die 2. Liga Süd begann am 25. August 2007 und endete am 1. Juni 2008 mit der insgesamt 18. Runde. Auftaktspiel war die Begegnung zwischen dem ASV St. Margarethen/Lavanttal und dem FC Ligist. Meister wurde überlegen der ASV St. Margarethen/Lavanttal, der sich in den Relegationsspielen für den Aufstieg in die ÖFB-Frauenliga qualifizierte. Als Letztplatzierte hätte regulär der SV Gössendorf absteigen müssen, durfte daher nur in der Liga verbleiben, da der FC Ligist aus wirtschaftlichen Gründen ausschied und als Absteiger gewertet wurde.

#### Abschlusstabelle
Die Meisterschaft endete mit folgendem Ergebnis:
| Pl.                           | Verein                        | Sp. | S  | U | N  | Tore    | Diff. | Punkte |
| ----------------------------- | ----------------------------- | --- | -- | - | -- | ------- | ----- | ------ |
| 1.                            | ASV St. Margarethen/Lavanttal | 18  | 17 | 0 | 1  | 128:130 | +115  | 51     |
| 2.                            | Schönberger LUV II            | 18  | 12 | 1 | 5  | 107:230 | +84   | 37     |
| 3.                            | FC Südburgenland II           | 18  | 11 | 1 | 6  | 061:400 | +21   | 34     |
| 4.                            | SC St. Ruprecht/Raab          | 18  | 10 | 2 | 6  | 089:250 | +64   | 32     |
| 5.                            | SC Unterpremstätten           | 18  | 5  | 2 | 11 | 047:870 | −40   | 17     |
| 6.                            | FC Ligist                     | 18  | 3  | 2 | 13 | 012:960 | −84   | 11     |
| 7.                            | SV Gössendorf (N)             | 18  | 0  | 2 | 16 | 010:170 | −160  | 02     |
| Stand: Endstand. Quelle: StFV |                               |     |    |   |    |         |       |        |

| (N) | Neuaufsteiger der Saison 2006/07 |

Aufsteiger
- Burgenland: keiner
- Kärnten: keiner
- Steiermark: JSV Mariatrost

#### Torschützenliste
44 Tore: Cornelia Haas (ASV St. Margarethen/Lavanttal)
28 Tore: Erika Szabo (SC St. Ruprecht/Raab)
23 Tore: Andrea Urak (ASV St. Margarethen/Lavanttal)

### 2. Liga West

#### Modus
Die Liga bestand aus fünf Vereinen, die in vier Durchgängen, das waren zwei Hin- und Rückrunden, gegeneinander spielten. So wurden in 16 Runden der Meister der 2. Liga West ermittelt.

#### Saisonverlauf
Die 2. Liga West begann am 1. September 2007 und endete am 1. Juni 2008 mit der 16. Runde. Auftaktspiel war die Begegnung zwischen dem Schwarz-Weiß Bregenz und dem FC Lingenau. Meister wurde der FC Koblach, der jedoch an den Relegationsspielen nicht teilnahm. FC Lingenau wurde Letzter.

#### Abschlusstabelle
Die Meisterschaft endete mit folgendem Ergebnis:
| Pl.                          | Verein                          | Sp. | S  | U | N  | Tore    | Diff. | Punkte |
| ---------------------------- | ------------------------------- | --- | -- | - | -- | ------- | ----- | ------ |
| 1.                           | FC Koblach                      | 16  | 12 | 2 | 2  | 050:220 | +28   | 38     |
| 2.                           | FC Wacker Innsbruck II 2LW1 (N) | 16  | 10 | 2 | 4  | 054:240 | +30   | 32     |
| 3.                           | FC Lustenau (N)                 | 15  | 8  | 2 | 5  | 041:210 | +20   | 26     |
| 4.                           | Schwarz-Weiß Bregenz 2LW2       | 16  | 6  | 1 | 9  | 029:420 | −13   | 19     |
| 5.                           | FC Lingenau                     | 16  | 0  | 0 | 16 | 005:600 | −55   | 0      |
| Stand: Endstand. Quelle: TFV |                                 |     |    |   |    |         |       |        |

| (N) | Neueinsteiger aus der Landesliga der Saison 2006/07 |

Aufsteiger
- keine Informationen, da in Tirol und Vorarlberg jeweils eine eigene Landesliga ausgespielt wurde.

#### Torschützenliste
19 Tore: Anja Stadelmann (FC Koblach)
14 Tore: Martina Plörer (FC Koblach)
12 Tore: Stefanie Bader (FC Wacker Innsbruck II)

## Relegation

### Relegation zur ÖFB-Frauenliga
Es gab zwei Relegationsduelle um den Aufstieg in die ÖFB-Frauenliga für die Saison 2008/09, die jeweils in einem Hinspiel und einem Rückspiel, ausgetragen wurde.
Das eine Duell bestritten die Meister der 2. Liga Ost und der 2. Liga Mitte, das waren SV Groß-Schweinbarth und USK Hof.
| Datum                      |                            | Gesamt |               | Hinspiel  | Rückspiel |
| -------------------------- | -------------------------- | ------ | ------------- | --------- | --------- |
| 8. Juni 2008 14. Juni 2008 | SV Groß-Schweinbarth (2LO) | 2:10   | USK Hof (2LM) | 2:6 (0:4) | 0:4 (0:2) |

| Legende: (2LM): 2. Liga Mitte, (2LO): 2. Liga Ost |

Das andere Duell fand zwischen dem 4. des Unteren Play-off der ÖFB Frauenliga und dem Meister der 2. Division Süd, das waren Union Kleinmünchen und ASV St. Margarethen/Lavanttal, statt.
| Datum                       |                         | Gesamt |                                     | Hinspiel  | Rückspiel |
| --------------------------- | ----------------------- | ------ | ----------------------------------- | --------- | --------- |
| 22. Juni 2008 28. Juni 2008 | Union Kleinmünchen (FL) | 3:7    | ASV St. Margarethen/Lavanttal (2LS) | 2:2 (2:1) | 1:5 (0:3) |

| Legende: (FL): ÖFB Frauenliga, (2LS): 2. Liga Süd |